# مارک کریستوفر لارنس
مارک کریستوفر لارنس (انگلیسی: Mark Christopher Lawrence؛ زادهٔ ۲۲ مهٔ ۱۹۶۴) یک هنرپیشه اهل ایالات متحده آمریکا است.
از فیلم‌ها یا برنامه‌های تلویزیونی که وی در آن نقش داشته‌است می‌توان به گارفیلد: فیلم اشاره کرد.